# Jorginho Pinheiro
Jorge Eduardo de Freitas Pinheiro, mais conhecido como Jorginho Pinheiro, é um ex-jogador brasileiro de futebol de salão, engenheiro mecânico, nascido no dia 24 de maio de 1960 na cidade do Rio de Janeiro. Jogou no Mackenzie, Vasco , Bradesco, Rocha Miranda e Vila Isabel 1sendo bicampeão mundial e tricampeão sul-americano de clubes em 1985, 1986 e 1987 pelo Bradesco e atuava na posição de ala. Ele fez parte da Seleção Brasileira de Futebol de Salão que conquistou o primeiro título mundial em 1982, da Seleção brasileira campeã pan-americana em 1984 e da equipe do Bradesco do RJ que representou o Brasil no I mundial da Fifa na Holanda em 1989. Jorginho esteve nas quadras por 28 anos seguidos conquistando diversos títulos estaduais, brasileiros e internacionais.